# Martin Odersky
 (juillet 2009).
Si vous disposez d'ouvrages ou d'articles de référence ou si vous connaissez des sites web de qualité traitant du thème abordé ici, merci de compléter l'article en donnant les références utiles à sa vérifiabilité et en les liant à la section « Notes et références ».
Martin Odersky (né le 5 septembre 1958) est professeur de méthodes de programmation à l'EPFL en Suisse. Il 
se spécialise dans l'analyse statique de code et les langages de programmation. Il a conçu les langages de programmation Scala et Generic Java.
En 2007 il est nommé Fellow of the Association for Computing Machinery.